# Alejandro Díaz García
Alejandro Díaz (Logroño, 22 de febrero de 1906 - ¿?, ¿?) fue un futbolista español que jugaba en la demarcación de defensa.

## Biografía
Alejandro Díaz debutó como futbolista profesional en 1926 con el Racing Club de Ferrol a los veinte años de edad. Jugó un total de cuatro temporadas en el club gallego, el cual fue campeón de Galicia y octavofinalista de Copa del Rey en 1928/29 y campeón del grupo 1º de la Tercera División de España en 1929/30 con Alejandro en sus filas. Expulsado por indisciplina en octubre de 1929 en pleno campeonato gallego, se enroló por el resto de la temporada 1929/30 en el modesto conjunto ferrolano del Libunca F.C., actualmente denominado S.D. Rec. Libunca. En la campaña 1930/31 fichó por el R. C. Deportivo de La Coruña, donde jugó cuatro años. Ya en 1934 fichó por el Atlético Aviación, con el que ganó la Primera División de España y la Copa de los Campeones de España en la temporada 1939/40. Durante la Guerra Civil regresó a Ferrol, jugando algunos amistosos con el Racing Club de Ferrol en las temporadas 1936/37 y 1938/39. Tras su paso por Madrid, y un breve paso por la UD Salamanca, en 1941 fichó por el Granada C. F., y dos años después por la Cultural Leonesa, equipo en el que se retiró en 1944 a los treinta y ocho años de edad.

## Clubes

### Como futbolista
| Club                      | País   | Año       | Partidos | Goles |
| ------------------------- | ------ | --------- | -------- | ----- |
| Racing Club de Ferrol     | España | 1926-1929 | 43       | 1     |
| Libunca F.C.              | España | 1929-1930 |          |       |
| RC Deportivo de La Coruña | España | 1930-1934 | 83       | 0     |
| Atlético Aviación         | España | 1934-1940 | 33       | 0     |
| UD Salamanca              | España | 1940-1941 | 19       | 1     |
| Granada CF                | España | 1941-1943 | 21       | 2     |
| Cultural Leonesa          | España | 1943-1944 | 2        | 0     |

### Como entrenador
| Club             | País   | Año       |
| ---------------- | ------ | --------- |
| Cultural Leonesa | España | 1943-1945 |
| CD Numancia      | España | 1947-1948 |

## Palmarés
Racing Club de Ferrol
- Tercera División de España: 1929/30
- Campeonato de Galicia: 1928/29

Atlético Aviación
- Primera División de España: 1940
- Copa de los Campeones de España: 1940